# 김윤수 (축구 선수)
김윤수(한국 한자: 金潤洙, 1994년 5월 17일 ~ )는 대한민국의 축구 선수이며, 포지션은 미드필더이다.

## 클럽 경력
K3리그 베이직을 제외하고는 대한민국에 있는 축구 리그들을 거의 모두 다 경험 했다.